# Laurêncio (homem claríssimo)
Laurêncio (em latim: Laurentius) foi um oficial romano do século IV ou V ativo em Roma. Foi registrado como homem claríssimo (vir clarissimus) da VII Região da cidade e seu nome aparece em um cano d'água proveniente do Palácio Torlônia, na Praça Veneziana.